# Sarah Dobbe
Sarah Esperanza Maria Dobbe (Zwolle, 5 april 1979) is een Nederlands politica. Zij is sinds 13 december 2023 lid van de Tweede Kamer der Staten-Generaal namens de Socialistische Partij (SP).

## Loopbaan
Dobbe studeerde tussen 1997 en 2006 ontwikkelingsstudies en sociale geografie aan de Radboud Universiteit in Nijmegen. Voor de Interkerkelijke Coördinatie Commissie Ontwikkelingssamenwerking (ICCO) deed zij na haar studie ontwikkelingswerk in Cambodja. Vanaf 2011 was zij werkzaam als campagne-organisator voor de vakbond Abvakabo FNV. Van 2015 tot 2017 was ze namens FNV Zorg cao-onderhandelaar.
In 2017 trad Dobbe in dienst van de Tweede Kamerfractie van de SP als persvoorlichter. Bij de gemeenteraadsverkiezingen in 2018 werd zij gekozen tot lid van de gemeenteraad van Arnhem. Zij stelde in de raad onder meer schimmelproblemen in sociale huurwoningen aan de orde en hield zich bezig met misstanden op een lokaal vakantiepark van ondernemer Peter Gillis. Samen met andere partijen pleitte zij voor een verbod op seksuele straatintimidatie in Arnhem.
Bij de Tweede Kamerverkiezingen van 17 maart 2021 stond Dobbe op de vijftiende plaats van de kandidatenlijst van de SP; te laag om gekozen te worden. Bij de Tweede Kamerverkiezingen van 22 november 2023 stond zij op de zesde plaats van de kandidatenlijst van de SP. Doordat de SP terugviel naar vijf zetels, werd Dobbe niet direct gekozen. Op 13 december 2023 werd zij alsnog geïnstalleerd als lid van de Tweede Kamer in de vacature die ontstaan was door het aftreden van Lilian Marijnissen. Zij houdt zich in de Kamer bezig met buitenlandse zaken, buitenlandse handel, ontwikkelingssamenwerking, zorg, emancipatie en vrouwenrechten.
In de Tweede Kamer uitte ze kritiek op het Israëlische handelen in Gaza en pleitte ze voor strafmaatregelen door Nederland. Samen met Bente Becker van de VVD deed ze een initiatiefwetsvoorstel om het oproepen en verheerlijken van genitale verminking bij meisjes strafbaar te stellen. Ook diende ze in juni 2025 moties in om  de btw op gezonde voeding af te schaffen en het buitensporige gebruik van zout, suiker en vet in voeding te verminderen. Deze moties werden verworpen.

## Persoonlijk
Sarah Dobbe is getrouwd en heeft twee kinderen. Zij woont in Arnhem.

## Uitslagen verkiezingen
| Verkiezingen                  | Plaats Dobbe  | Zetels SP | Aantal stemmen |
| ----------------------------- | ------------- | --------- | -------------- |
| Tweede Kamerverkiezingen 2021 | 15 (lijst SP) | 9         | 1.810          |
| Tweede Kamerverkiezingen 2023 | 6 (lijst SP)  | 5         | 4.629          |